# Torre de la Casota (La Vall d'Uixó)
La Torre de la Casota, es una torre de vigilancia, situada en el municipio de Vall de Uxó,  en el camino que lleva al castillo, al norte de la ciudad, una vez pasado el barrio Carbonaire, justo en el cruce de los caminos que van a la fuente del Nogueret (o Anoueret) y el de l’Horteta.
Está catalogado como Bien de Interés Cultural, de manera genérica, con anotación ministerial  R-I-51-0012325, y fecha de anotación 2 de marzo de 2009.

## Descripción histórico artística
La zona que conforma la actual Vall de Uxó, estaba formada por diversas poblaciones, algunas de ellas totalmente desaparecidas actualmente, y que tenían un sistema de protección ante ataques de diversas facciones, según el momento político. Entre estas construcciones se encontraba la, prácticamente casi desaparecida, Torre de la Casota.
La torre está data del siglo XII, y se situaba en medio de una serie de alquerías de reducidas dimensiones, como Benadalmech o Haraturle.
La planta de la torre es rectangular y de fábrica de mampostería. Actualmente puede observarse tan solo una de sus paredes.
No se ha llevado a cabo en la zona ninguna campaña de excavaciones arqueológicas, pero se han recuperado muchos fragmentos de cerámica datada en torno al siglo XII, y con características típicas de la cerámica medieval islámica, en torno a los restos de una alquería.